# Lanleff

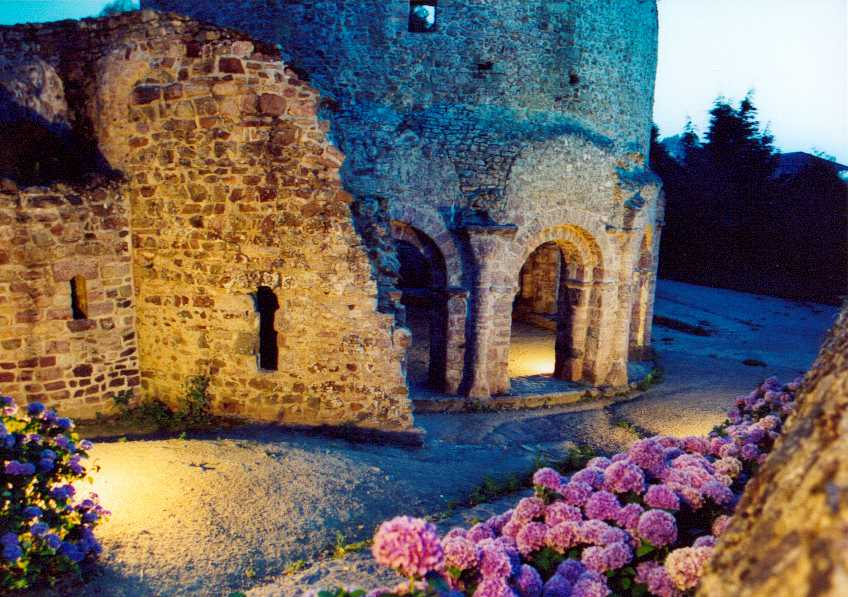
Đền thờ ở Lanleff

Lanleff (tiếng Breton: Lanleñv) là một xã của tỉnh Côtes-d’Armor, thuộc vùng Bretagne, tây bắc Pháp.

## Dân số
Người dân ở Lanleff được gọi là Lanleffois.